# Frank DiLeo (Basketballspieler)
Frank DiLeo ist ein ehemaliger US-amerikanischer Basketballspieler und -trainer.

## Laufbahn
DiLeo absolvierte von 1971 bis 1975 ein Mathematikstudium am Lafayette College und gehörte auch zur Basketballmannschaft der Hochschule. Zwischen 1972 und 1975 kam der 1,88 Meter große Aufbauspieler in 80 Spielen zum Einsatz und erzielte im Schnitt je Begegnung 10,3 Punkte.
Im Herbst 1975 nahm er an einem Probetraining der NBA-Mannschaft New Orleans Jazz teil und spielte anschließend bis 1977 bei den Lancaster Red Roses in der US-Liga CBA. Im Herbst 1977 versuchte DiLeo erneut den Sprung in die NBA, erhielt nach einem Probetraining bei den Washington Bullets jedoch keinen Vertrag und wechselte stattdessen in die deutsche Bundesliga zum SSV Hagen, den er im Spieljahr 1977/78 verstärkte. In der Saison 1978/79 spielte er zunächst für den CBA-Klub Baltimore Metros, ehe er innerhalb der Liga zu den Allentown Jets transferiert wurde.
1978 wechselte DiLeo ins Trainerfach, gehörte bis 1980 als Co-Trainer zum Stab der American University in Washington. Ab der Saison 1982/83 trainierte er in Deutschland den Zweitligisten TV Langen. Ende Januar 1984 trennte er sich von den Hessen.
Von 1985 bis 1993 war DiLeo Co-Trainer der Damenmannschaft der University of Virginia sowie von 1993 bis 1999 der Herrenmannschaft der University of Iowa. Als Talentsichter arbeitete er in den Jahren 1999 und 2000 für die New Jersey Nets (NBA), von Oktober 2000 bis Oktober 2017 hatte er dieses Amt bei den Philadelphia 76ers (ebenfalls NBA) inne.

## Privates
Sein Sohn David schlug ebenfalls eine Karriere als Leistungsbasketballspieler ein, spielte an der Central Michigan University und später als Profi.
Sein Bruder Tony arbeitete lange als Trainer in Deutschland und in der NBA. Seine Neffen Max und T. J. wurden Profibasketballer und wechselten nach Deutschland. Seine Nichte Marisa spielte Basketball am Ursinus College.